# Sonderforschungsbereich
Sonderforschungsbereich (SFB) (em inglês:  Collaborative Research Centre; em português:  Centro de Pesquisa Colaborativa), no plural Sonderforschungsbereiche, são projetos de longo prazo para a pesquisa básica.
No SFB pesquisadores de diversas disciplinas de uma universidade ou diversas universidades trabalham de forma cooperativa, a fim de obter conhecimentos sobre temas restritos.

## Descrição
Sonderforschungsbereiche na Alemanha são financiados exclusivamente pela Deutsche Forschungsgemeinschaft (DFG) com recursos dos governos federal e estadual. Em contraste com outros instrumentos de financiamento de investigação, os SFB visam uma perspectiva de pesquisa de longo prazo e podem ser financiados até uma duração de 12 anos. A cada três ou quatro anos há uma avaliação dos resultados por cientistas externos e, opcionalmente, um projeto de continuação das investigações. Os SFB existem desde 1968.